# 群馬鉄山
群馬鉄山（ぐんまてつざん）は、群馬県吾妻郡六合村（現・中之条町）に存在した鉱山。群馬鉱山とも呼ばれる。草津白根山の火山堆積物の上に沈殿生成された褐鉄鉱と鉄明礬石を生産していた。旧名・草津鉱山。

## 概要

### 鉄鉱の形成
この地は穴地獄と呼ばれる草津白根山の噴火で生じたすり鉢状の穴であり、穴から鉱泉が湧き出している。この鉱泉の水温は19.6～29.5℃で、鉄イオン、硫酸イオンや塩化物イオンを多く含むため、pH値は2.6〜2.9で強酸性を示す。この酸性は多くの動植物にとって過酷な環境であるが、コケの1種であるチャツボミゴケと鉄バクテリアは好んで生息する。これらの生物は水中に含まれる鉄イオンを使ってエネルギーを得る過程の副産物として鉄鉱を作り、体内に鉄などを蓄積した死骸が沈殿することで褐鉄鉱の鉱床もできる。群馬鉄山の崖部の鉄鉱に含まれる炭化物の年代測定値は1万数千年以上前であるため、鉄鉱の生成が1万年以上前から現在まで継続してきたと考えられる。

### 採掘の歴史

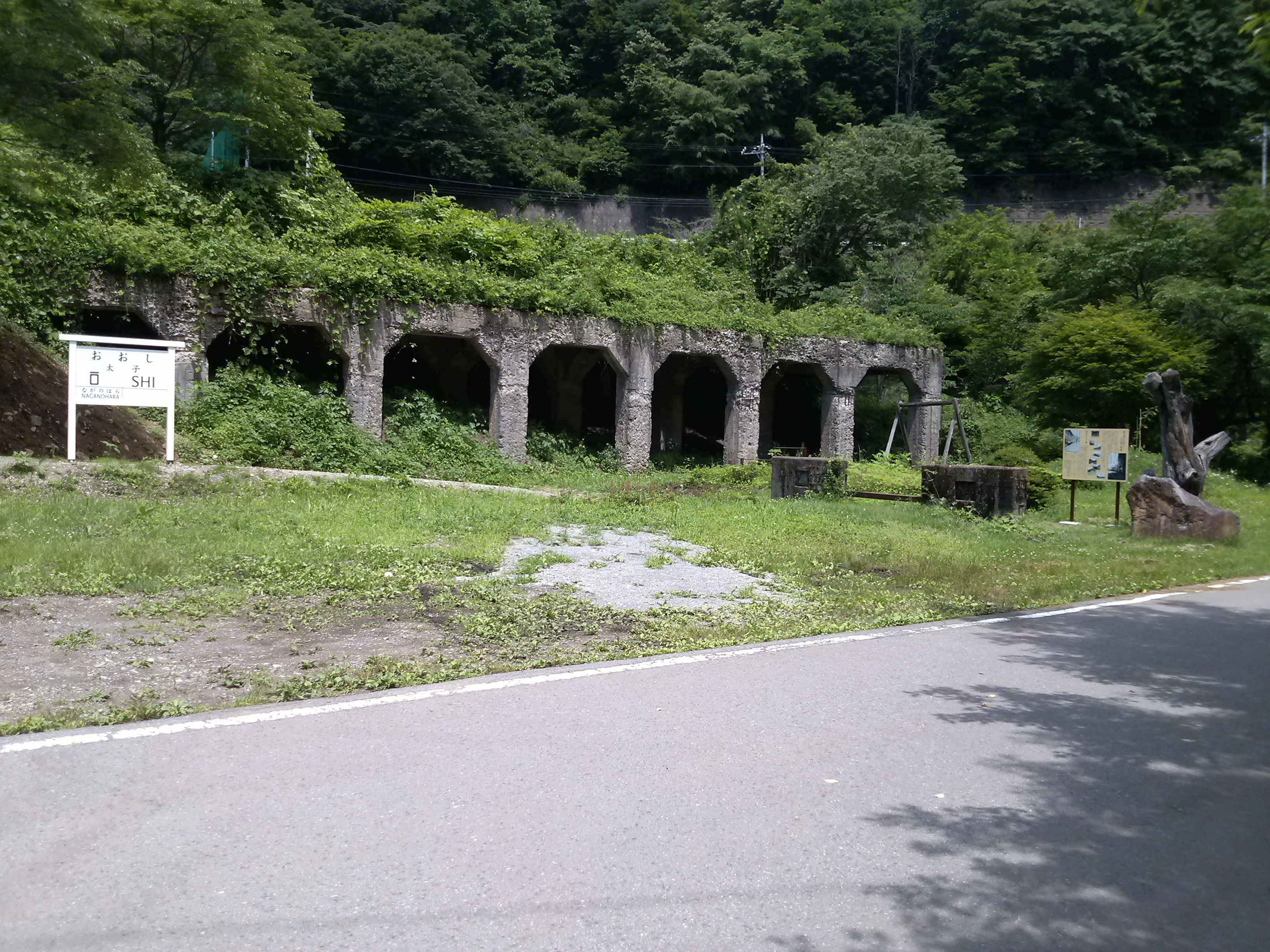
太子駅跡

1943年、戦時中の金属資源不足解消の目的から、商工省が日本鋼管鉱業（現在のJFEエンジニアリングの子会社に相当）に対し採掘権を斡旋して開発計画が開始。
1945年1月16日、刑務所受刑者による天振採鉱隊が結成。構外作業として鉄鉱石採掘の一角を担う。
同年、鉄道省が渋川駅から長野原駅（現・長野原草津口駅）までの長野原線(後の吾妻線)を、長野原駅から太子駅までの専用鉄道（後に国鉄に譲渡、長野原線に編入。旅客営業も行われた。1970年休止、1971年廃止。）を日本鋼管鉱業（大戦後に鋼管鉱業となり、後のJFEミネラル）が開通させ採掘が開始された。群馬鉄山から太子駅までは、約8kmの長さを持つ3本の索道（一種のロープウェイ）で鉄鉱石を輸送していた。
鉱床の規模は非常に大きく、戦後、外国産鉄鉱石の輸入が再開されてもしばらくの間、露天掘りによる採掘が続けられていた。1965年、資源が枯渇したことから採掘を停止している。

### 跡地

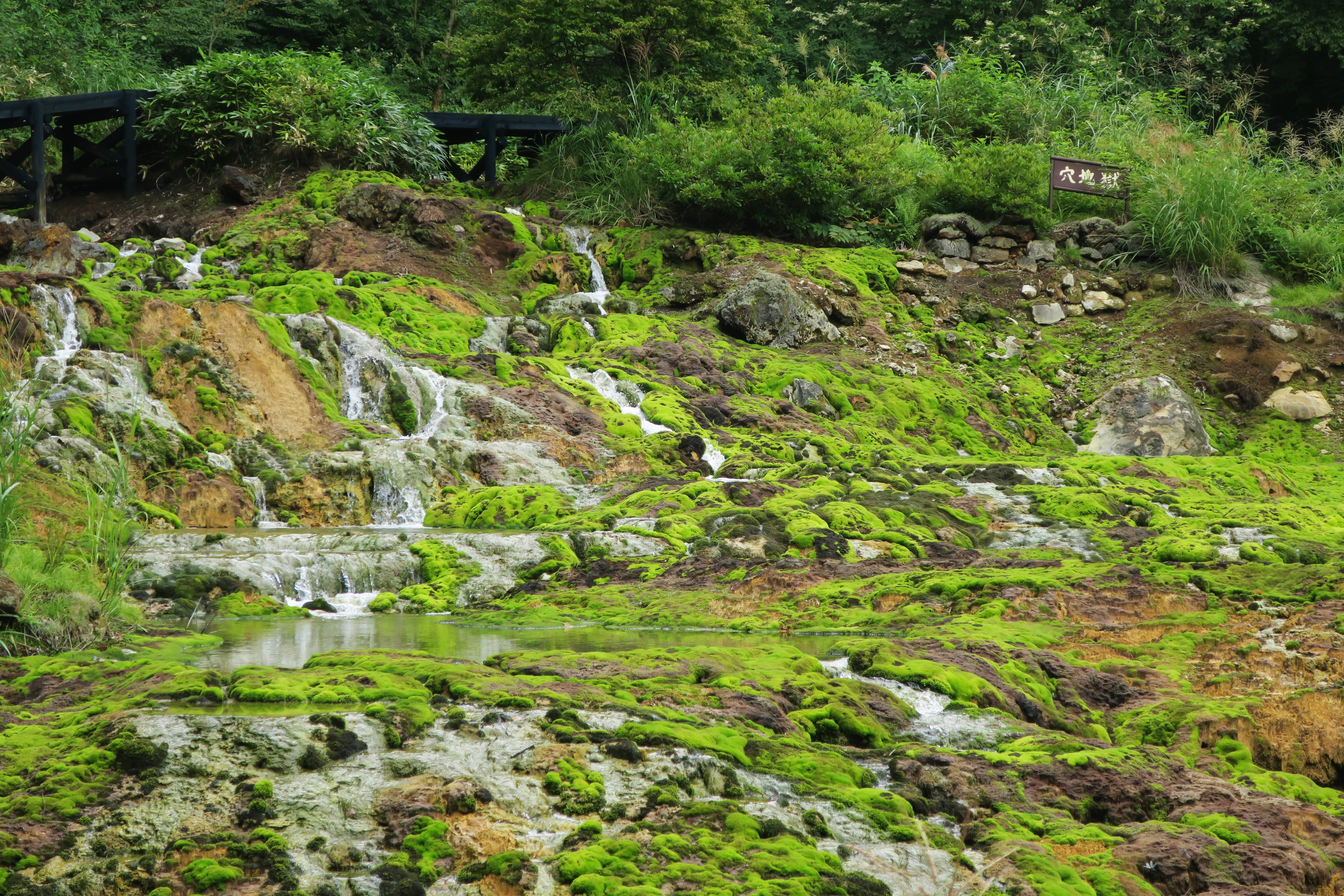
チャツボミゴケ公園

跡地は、酸性の環境下で生息する鮮やかな緑色のチャツボミゴケを見学するチャツボミゴケ公園となっている。この地はチャツボミゴケの日本最大の繁殖地であるため、2017年に「六合チャツボミゴケ生物群集の鉄鉱生成地」（くにちゃつぼみごけせいぶつぐんしゅうのてっこうせいせいち）として国指定天然記念物（種別：植物群落及び地質・岩石等）に指定されている。